# Superman Tonight
Superman Tonight est le deuxième single extrait de l'album The Circle de Bon Jovi. Il est paru le 22 janvier 2010 en Allemagne et le 24 janvier 2010 en Angleterre. Un clip a également été tourné.

## CD 2 Titres
- Superman Tonight (version album)
- We Weren't Born to Follow (live at the BBC Radio Theatre)

## CD Maxi
- Superman Tonight (version album)
- We Weren't Born To Follow [live at the BBC Radio Theatre] (4 min 21 s)
- Superman Tonight [live at the BBC Radio Theatre] (5 min 27 s)
- Livin' on a Prayer [live at the BBC Radio Theatre] (6 min 36 s)
- We Weren't Born to Follow est extrait de The Circle.
- Livin' on a Prayer est extrait de Slippery When Wet.

## Crédits
- Superman Tonight (Jon Bon Jovi, Richie Sambora, Billy Falcon)
- We Weren't Born to Follow (Jon Bon Jovi, Riche Sambora)
- Livin' on a Prayer (Jon Bon Jovi, Richie Sambora, Desmond Child)